# María Luisa Elío
Pour les articles homonymes, voir Elio (homonymie).
María Luisa Elío Bernal, née à Pampelune en 1926 et morte à Mexico en 2009, est une écrivaine et actrice de l'exil républicain espagnol.

## Pendant la guerre d'Espagne
Maria Luisa est la cadette des trois filles de Luis Elío Torres, avocat d'origine navarraise né à Tarragone, et de Carmen Bernal López de Lago, originaire de Mazarrón (Murcie). Son père est juge à Pampelune durant la République. Il arrêté au début de la Guerre d'Espagne, le 19 juillet 1936 mais parvient à fuir et à vivre clandestinement en Navarre. Sur cet épisode, il écrit Soledad de ausencia. Entre las sombras de la muerte. En 1939, il s'exile en France lors de la Retirada, mais est interné au camp de concentration de Gurs.
À la suite de cette arrestation, Carmen Bernal tente de rejoindre Valence —où elle a de la famille— avec ses trois filles. Mais elles sont arrêtées une première fois à Elizondo. Elles réussissent finalement à rejoindre Valence plus tard, mais la chute de la République à Valence les oblige à se réfugier à Barcelone. Devant l'avancée des nationalistes, elles traversent la frontière par le Perthus lors de la Retirada, avec pour objectif d'atteindre Paris.
La famille se retrouve enfin réunie à Paris, et embarque au Havre, le 16 février 1940, en direction du Mexique.

## Exil au Mexique
Férue de théâtre, María Luisa Elío étudie auprès du directeur[évasif] japonais Seki Sano, réfugié de la Deuxième Guerre mondiale. Adepte des théories de Stanislavski et Meyerhold, Sain tente de révolutionner le théâtre mexicain. María Luisa Elío intègre, comme actrice, la troupe avant-gardiste "Poesía en voz alta (es)", dont font partie Octavio Paz, Juan José Arreola, Leonora Carrington et Juan Soriano.
Dans les années 1950, elle joue dans plusieurs films et publie ses contes dans la presse mexicaine.
Elle se marie avec Jomí García Ascot, cinéaste de la mémoire républicaine. En 1961, elle participe au scénario et joue dans son œuvre Sur un balcon vide. 
Le couple participe activement à la vie culturelle du Mexique, avec les camarades de l'exil et les artistes mexicains : Ramón Xirau, Emilio García Riera, José de la Colina, Carlos Fuentes, Juan Rulfo, Juan García Ponce, Salvador Elizondo, puis, plus tard, avec la peintre Susana Noriega. A Cuba, ils rencontrent Alejo Carpentier, Julián Orbón, Cintio Vitier, Fina García Marruz, Lezama Lima, Angel Gaztelu. 
Le couple maintient également une profonde amitié avec le poète espagnol de la Génération de 27 Emilio Prados, avec le cubain Eliseo Diego et avec le colombien Álvaro Mutis, ainsi qu'avec Gabriel García Márquez.
María Luisa Elío meurt à Mexico le 17 juillet 2009.